# Medina pygmaea
Medina pygmaea är en tvåvingeart som först beskrevs av Macquart 1851.  Medina pygmaea ingår i släktet Medina och familjen parasitflugor.
Artens utbredningsområde är Tyskland. Inga underarter finns listade i Catalogue of Life.